# Prionolabis odai
Prionolabis odai är en tvåvingeart som först beskrevs av Alexander 1933.  Prionolabis odai ingår i släktet Prionolabis och familjen småharkrankar. Inga underarter finns listade i Catalogue of Life.